# Vuelta a Asturias 2000
La Vuelta a Asturias 2000, quarantaquattresima edizione della corsa, si svolse dal 9 al 14 maggio su un percorso di 836 km ripartiti in 6 tappe, con partenza e arrivo a Oviedo. Fu vinta dallo spagnolo Joseba Beloki della Festina davanti ai suoi connazionali Alberto López de Munain e Igor González de Galdeano.

## Tappe
| Tappa  | Data      | Percorso                                  | km    | Vincitore di tappa      | Leader cl. generale     |
| ------ | --------- | ----------------------------------------- | ----- | ----------------------- | ----------------------- |
| 1ª     | 9 maggio  | Oviedo > Alto Naranco (cron. individuale) | 5,8   | Alberto López de Munain | Alberto López de Munain |
| 2ª     | 10 maggio | Oviedo > Llanes                           | 166   | Henk Vogels             | Alberto López de Munain |
| 3ª     | 11 maggio | Llanes > Gijón                            | 165   | Ángel Edo               | Alberto López de Munain |
| 4ª     | 12 maggio | Gijón > Alto del Viso                     | 165   | José Azevedo            | José Azevedo            |
| 5ª     | 13 maggio | Pravia > Santuario del Acebo              | 174,4 | Joseba Beloki           | Joseba Beloki           |
| 6ª     | 14 maggio | Cangas del Narcea > Oviedo                | 160   | Ángel Edo               | Joseba Beloki           |
| Totale | Totale    | Totale                                    | 836   |                         |                         |

## Dettagli delle tappe

### 1ª tappa
- 9 maggio: Oviedo > Alto Naranco (cron. individuale) – 5,8 km

| Pos. | Corridore               | Squadra   | Tempo  |
| ---- | ----------------------- | --------- | ------ |
| 1    | Alberto López de Munain | Euskaltel | 12'40" |
| 2    | Aitor Garmendia         | Banesto   | a 6"   |
| 3    | Marcelino García Alonso | ONCE      | a 12"  |

| Pos. | Corridore               | Squadra   | Tempo  |
| ---- | ----------------------- | --------- | ------ |
| 1    | Alberto López de Munain | Euskaltel | 12'40" |
| 2    | Aitor Garmendia         | Banesto   | a 6"   |
| 3    | Marcelino García Alonso | ONCE      | a 12"  |

### 2ª tappa
- 10 maggio: Oviedo > Llanes – 166 km

| Pos. | Corridore                   | Squadra  | Tempo    |
| ---- | --------------------------- | -------- | -------- |
| 1    | Henk Vogels                 | Mercury  | 4h02'35" |
| 2    | Ángel Edo                   | Maia-MSS | s.t.     |
| 3    | Pedro Miguel Miranda Soeiro | Boavista | s.t.     |

| Pos. | Corridore               | Squadra   | Tempo    |
| ---- | ----------------------- | --------- | -------- |
| 1    | Alberto López de Munain | Euskaltel | 4h15'15" |
| 2    | Aitor Garmendia         | Banesto   | a 6"     |
| 3    | Marcelino García Alonso | ONCE      | a 12"    |

### 3ª tappa
- 11 maggio: Llanes > Gijón – 165 km

| Pos. | Corridore                   | Squadra  | Tempo    |
| ---- | --------------------------- | -------- | -------- |
| 1    | Ángel Edo                   | Maia-MSS | 4h20'58" |
| 2    | Henk Vogels                 | Mercury  | s.t.     |
| 3    | Pedro Miguel Miranda Soeiro | Boavista | s.t.     |

| Pos. | Corridore               | Squadra   | Tempo    |
| ---- | ----------------------- | --------- | -------- |
| 1    | Alberto López de Munain | Euskaltel | 8h36'13" |
| 2    | Aitor Garmendia         | Banesto   | a 6"     |
| 3    | Marcelino García Alonso | ONCE      | a 12"    |

### 4ª tappa
- 12 maggio: Gijón > Alto del Viso – 165 km

| Pos. | Corridore     | Squadra  | Tempo    |
| ---- | ------------- | -------- | -------- |
| 1    | José Azevedo  | Maia-MSS | 4h02'58" |
| 2    | Joseba Beloki | Festina  | a 10"    |
| 3    | Roberto Heras | Kelme    | a 31"    |

| Pos. | Corridore               | Squadra   | Tempo     |
| ---- | ----------------------- | --------- | --------- |
| 1    | José Azevedo            | Maia-MSS  | 12h39'40" |
| 2    | Alberto López de Munain | Euskaltel | a 5"      |
| 3    | Joseba Beloki           | Festina   | a 6"      |

### 5ª tappa
- 13 maggio: Pravia > Santuario del Acebo – 174,4 km

| Pos. | Corridore                 | Squadra           | Tempo    |
| ---- | ------------------------- | ----------------- | -------- |
| 1    | Joseba Beloki             | Festina           | 5h16'18" |
| 2    | Igor González de Galdeano | Vitalicio Seguros | a 10"    |
| 3    | Nicola Miceli             | Alessio           | a 17"    |

| Pos. | Corridore                 | Squadra           | Tempo     |
| ---- | ------------------------- | ----------------- | --------- |
| 1    | Joseba Beloki             | Festina           | 17h56'04" |
| 2    | Alberto López de Munain   | Euskaltel         | a 21"     |
| 3    | Igor González de Galdeano | Vitalicio Seguros | a 29"     |

### 6ª tappa
- 14 maggio: Cangas del Narcea > Oviedo – 160 km

| Pos. | Corridore         | Squadra  | Tempo    |
| ---- | ----------------- | -------- | -------- |
| 1    | Ángel Edo         | Maia-MSS | 3h50'27" |
| 2    | David Etxebarria  | ONCE     | s.t.     |
| 3    | José Luis Arrieta | Banesto  | a 2"     |

| Pos. | Corridore                 | Squadra           | Tempo     |
| ---- | ------------------------- | ----------------- | --------- |
| 1    | Joseba Beloki             | Festina           | 21h46'33" |
| 2    | Alberto López de Munain   | Euskaltel         | a 21"     |
| 3    | Igor González de Galdeano | Vitalicio Seguros | a 29"     |

## Classifiche finali

### Classifica generale
| Pos. | Corridore                 | Squadra                          | Tempo     |
| ---- | ------------------------- | -------------------------------- | --------- |
| 1    | Joseba Beloki             | Festina                          | 21h46'33" |
| 2    | Alberto López de Munain   | Euskaltel-Euskadi                | a 21"     |
| 3    | Igor González de Galdeano | Vitalicio Seguros-Grupo Generali | a 29"     |
| 4    | José Azevedo              | Maia-MSS                         | a 43"     |
| 5    | Marcelino García Alonso   | ONCE-Deutsche Bank               | a 1'05"   |
| 6    | Roberto Heras             | Kelme                            | a 1'12"   |
| 7    | Aitor Garmendia           | Banesto                          | a 1'13"   |
| 8    | Iñigo Chaurreau Bernardez | Euskaltel-Euskadi                | a 1'40"   |
| 9    | Claus Michael Møller      | Maia-MSS                         | a 1'48"   |
| 10   | Nicola Miceli             | Alessio                          | a 1'49"   |